# Airspeed Courier

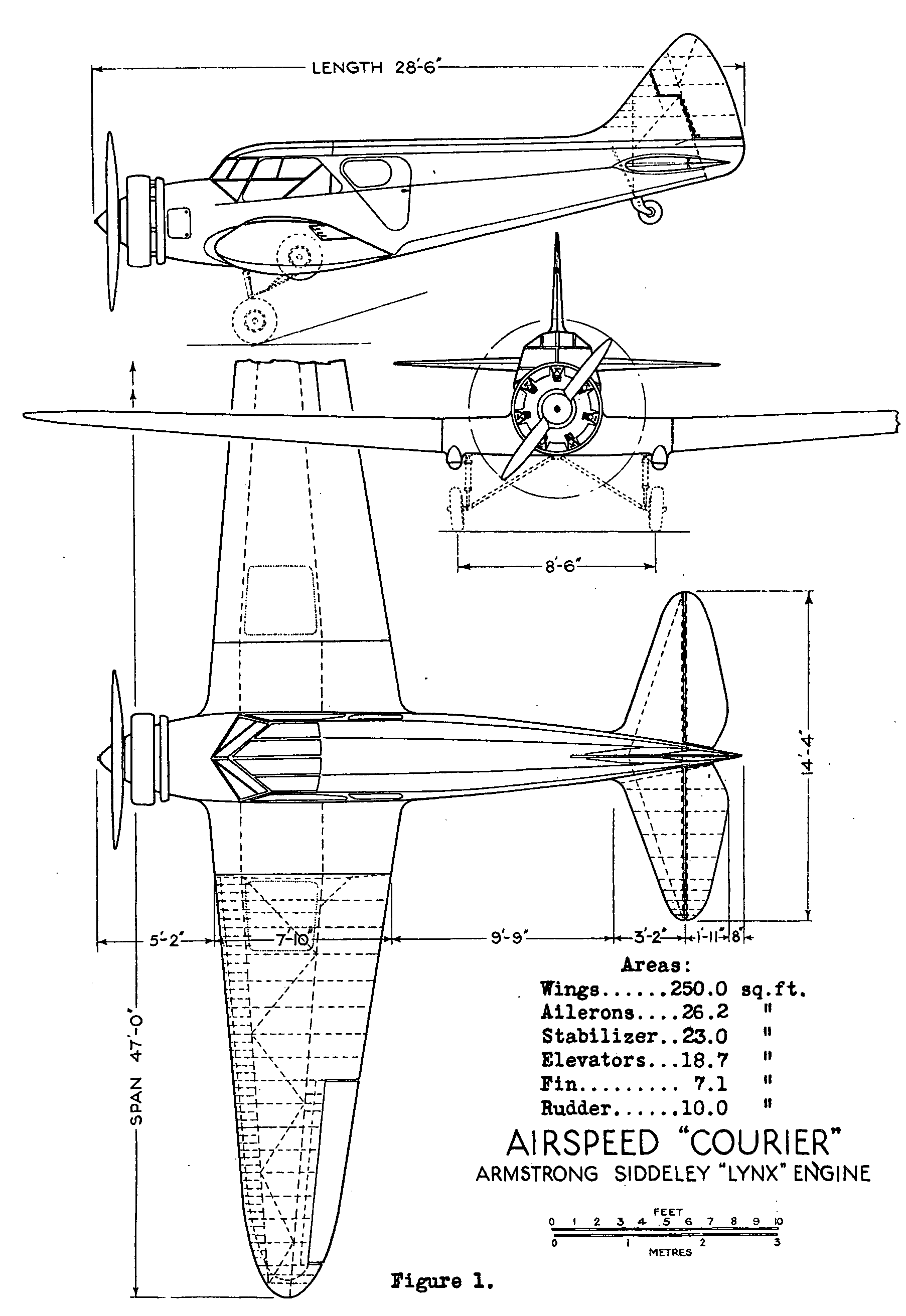
Airspeed AS.5 Courier, tekening met 3 aanzichten

De  Airspeed Courier  is een Engels eenmotorig laagdekker sportvliegtuig met zes zitplaatsen. Ontwikkeld en geproduceerd door vliegtuigfabriek Airspeed Limited. Het was het eerste Britse productievliegtuig met een intrekbaar landingsgestel. De eerste vlucht vond plaats op 10 april 1933. Er zijn in totaal 16 exemplaren geproduceerd.

## Ontwerp en historie
De Airspeed Courier was een eenmotorig laagdekker vliegtuig dat was ontworpen door Hessell Tiltman. Het had een intrekbaar landingsgestel met een staartwiel. De constructie van de romp bestond uit een metalen buizenframe bekleed met houten platen. De vleugels waren gemaakt van hout en bespannen met doek. De eerste bestelling was van de Britse luchtvaartpionier Sir Alan Cobham die het vliegtuig wilde gebruiken om het bijtanken in volle vlucht te demonstreren. Het eerste toestel was derhalve uitgevoerd met extra grote brandstoftanks. Latere toestellen werden gebruikt als passagiersvliegtuig, racevliegtuig en als militair verbindingstoestel in de Tweede Wereldoorlog. 
De als tweede (het eerste productie exemplaar) gebouwde Courier deed eind 1934 mee aan de London – Melbourne race en eindigde als zesde. 
Twee Airspeed Courier’s werden ingezet als testtoestellen voor zowel de ontwikkeling van nieuwe motoren als het uitproberen van aerodynamische vernieuwingen.

## Varianten
AS.5 CourierPrototype - Armstrong Siddeley Lynx IVC stermotor, 240 pk.
AS.5A CourierProductietype - Armstrong Siddeley Lynx IVC stermotor, 240 pk.
AS.5B CourierUitgerust met een krachtiger 277 pk Armstrong Siddeley Cheetah V-motor. 2 stuks gebouwd.
AS.5C Courier1 exemplaar van gebouwd, de G-ACNZ. Deze was gekocht door motorfabriek Napier & Son als vliegende testbank. Gemotoriseerd met een Napier Rapier IV motor met 16 cilinders in een H-configuratie, 325 pk.